# Theganopteryx obscura
Theganopteryx obscura är en kackerlacksart som beskrevs av Robert Walter Campbell Shelford 1911. Theganopteryx obscura ingår i släktet Theganopteryx och familjen småkackerlackor. Inga underarter finns listade i Catalogue of Life.